# Rainbow Warrior II
Pour les articles homonymes, voir Rainbow Warrior.
Le Rainbow Warrior II, connu simplement comme le Rainbow Warrior, est le second bateau emblème de Greenpeace, en service dans la flotte de l'organisation non gouvernementale internationale de 1989 à 2011. 
Ce nom fait référence à trois bateaux, dont le premier a été coulé par les services secrets français en 1985.

## Origine du nom
Ce nom (littéralement « Guerrier de l'arc-en-ciel ») provient d'une histoire de tradition autochtone d'Amérique du Nord, évoquant une époque où la cupidité des Hommes conduirait le monde à sa perte et où les guerriers de l'arc-en-ciel (les Rainbow Warriors) viendraient le sauver.

## SecondRainbow Warrior
Construit en 1957 comme chalutier, le Grampian Fame est racheté en 1987 par Greenpeace. Après d'importants travaux il prit la mer le 10 juillet 1989, le jour du quatrième anniversaire du naufrage du premier navire. Il est enregistré à Amsterdam avec pour indicatif d'appel PC 8024.
Les travaux ont consisté à offrir une capacité d'hébergement portée à 28 couchettes, supérieure à celle qu'offrait le chalutier. De plus, trois mâts lui ont été rajoutés afin d'obtenir une propulsion mixte, diesel et voile.
Le navire embarque à son bord un hors-bord et quatre canots pneumatiques.
En juillet 1995 le navire s'oppose sur place, en Polynésie française, aux essais français de bombes nucléaires. Il a à son bord l'évêque catholique Jacques Gaillot et le chef indépendantiste Oscar Temaru. La marine française intercepte le navire dans les eaux territoriales autour du site nucléaire.
Le 16 août 2011, pendant la construction du Rainbow Warrior III, le Rainbow Warrior II est légué en donation à Friendship, une ONG du Bangladesh qui en fera un hôpital flottant. Il est rebaptisé Rongdhonu, qui signifie « arc-en-ciel » en bengali.

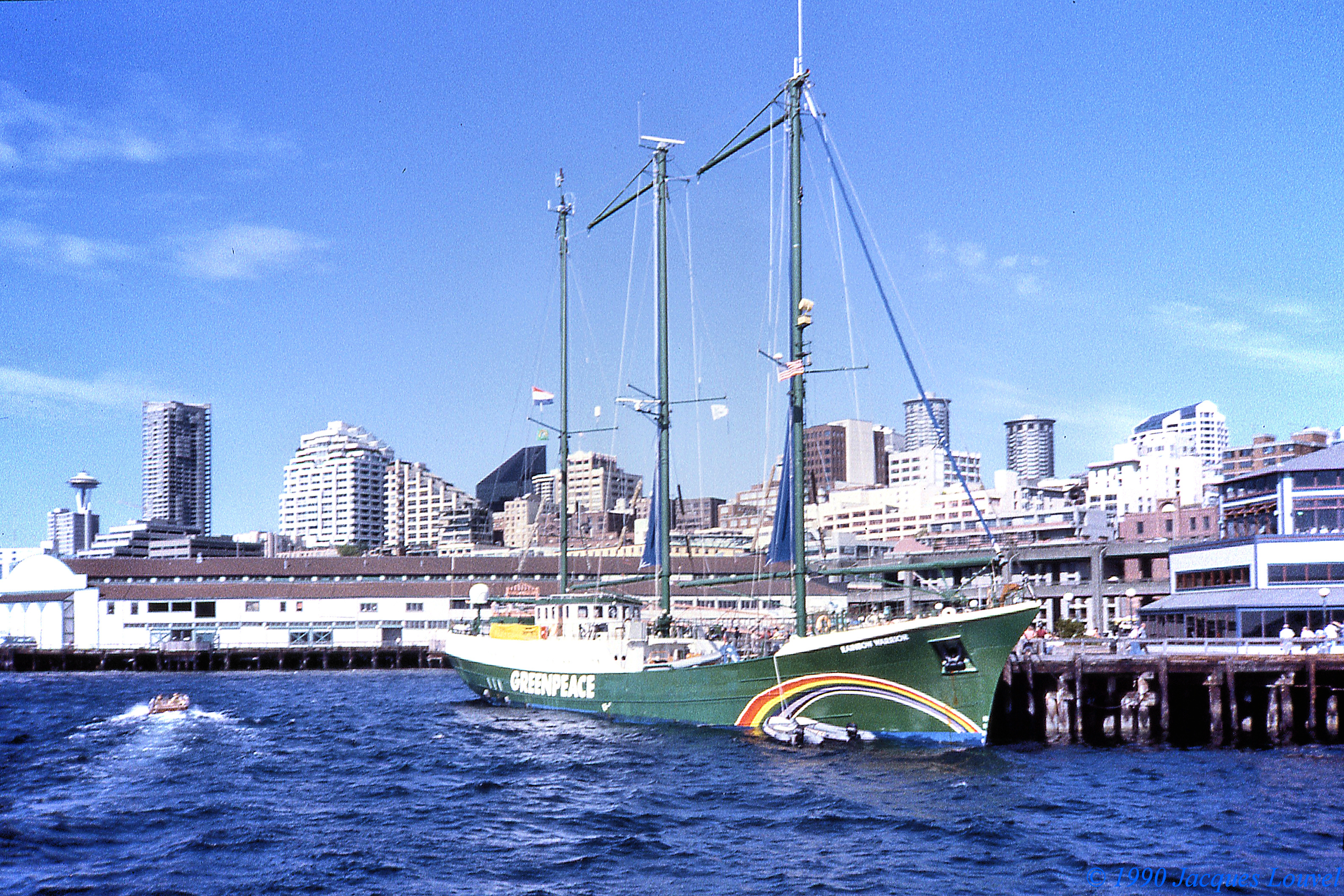
Green Peace "Rainbow Warrior II" - port de Seattle - 1990